# Phewa
El lago Phewa es el segundo lago más largo de Nepal, situado en el distrito de Kaski, en el valle de Pokhara. Junto a él se encuentra la ciudad de Pokhara. En una isla del lago se encuentra la pagoda de Barahi. Debido a la gran afluencia de turistas el lago se encuentra bastante contaminado.

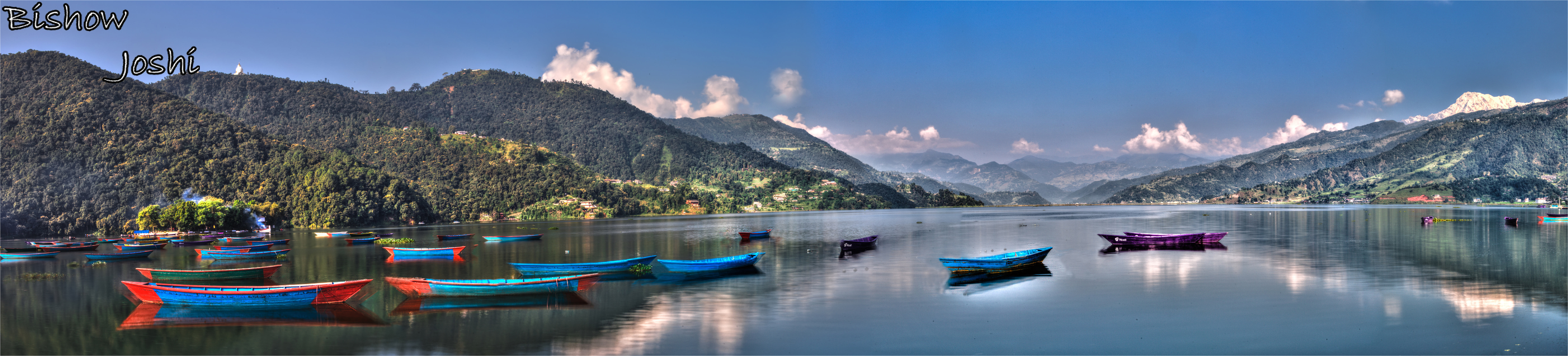